# Кристоф Лудвиг Агрикола
Кристоф Лудвиг Агрикола (Регензбург, 5. новембар 1667 — Регензбург, 8. август 1719) је био немачки сликар пејзажа.
Провео је већину свог живота у путовањима, посећујући често Енглеску, Холандију и Француску, али је известан период живота провео у Напуљу у Италији проучавајући старе мајсторе.
Његови бројни пејзажи, познати по својој реалистичној природи, варирају зависно од места, климе и годишњих доба. У својим радовима показује утицај Каспара Пусена, док у боји и светлости највише имитира Клода Лорена.
Његове слике се могу наћи у Дрездену, Бечу и Фиренци.